# Matamoros, Chihuahua
Matamoros là một đô thị thuộc bang Chihuahua, Mexico. Năm 2005, dân số của đô thị này là 4304 người.